# Anié (Togo)
Anié (auch Ana) ist ein Ort in der Region Plateaux im westafrikanischen Staat Togo. Er liegt auf einer Höhe von 154 Metern. In dieser Stadt liegt einer der zivilen Flughäfen Togos.
Ein Multifunktionsstadion (Stade Municipal) für ca. 5000 Besucher, das im Wesentlichen für Fußballveranstaltungen genutzt wird, wurde in Anié errichtet.